# Lodewijk Mortelmans
Lodewijk Mortelmans (født 5. februar 1868 - død 24. juni 1952 i Antwerpen, Belgien) var en belgisk komponist, dirigent og professor.
Mortelmans studerede på Den Flamske Musikskole i Antwerpen hos Jan Blockx og Peter Benoit. Han blev professor i komposition på den Kongelige Flamske Musikskole i Antwerpen i 1901.
Mortelmans var som komponist i sin stil overgangs perioden fra den romantiske til den impressionistiske skole i Belgien.
Han har komponeret en symfoni, orkesterværker, opera, kammermusik, kormusik, symfonisk digtninge etc.

## Udvalgte værker
- "Homerisk Symfoni" (1898) - for orkester
- "Helios" - (Symfonisk digtning) (1894) - for orkester
- "Børnene fra Havet" (1901-1920) - opera
- "Den ensomme hyrde" (kammermusik) (1920) - for fløjte, obo, klarinet, horn og fagot